# Jan Santini
Jan Blažej Santini Aichel (Praga, 3 de febrero de 1677 - Praga, 7 de diciembre de 1723) —o Giovanni Battista Santini, Jan Blažej Santini-Aichl, Jan Blažej Santini, Jan Santini Aichl, Giovanni Santini, Jan Blažej Santini-Eichel, Giovanni Santini-Aichl, Johann Blasius Santini-Aichel, Giovanni Blasius Santini, o Jan Blažej Santini-Aüchel—, fue un arquitecto y pintor bohemio,  de ascendencia italiana, uno de los arquitectos más destacados del barroco tardío checo, junto con Kilian Ignaz Dientzenhofer.  Sus principales obras representan una curiosa amalgama de los estilos barroco y  gótico.
Dos obras de Santini han sido declaradas Patrimonio de la Humanidad por la UNESCO:
- Iglesia de peregrinación de San Juan Nepomuceno (1720-1722) ( Patrimonio de la Humanidad (con el nombre de «Iglesia de San Juan Nepomuceno, lugar de peregrinación en Zelená Hora», n.º ref. 690)    (1994)), y
- Iglesia de la Asunción de Nuestra Señora y San Juan Bautista en el monasterio de Sedlec (reconstrucción, 1703-1710, junto con Paul Ignaz Bayer )  ( Patrimonio de la Humanidad  (incluido en el ámbito de «Kutná Hora: centro histórico de la ciudad,iglesia de Santa Bárbara y catedral de Nuestra Señora de Sedlec», n.º ref. 732)   (1995)).

## Biografía
Santini nació el día de San Blas, hijo mayor de una respetable familia de canteros de Praga, los Santini Aichel (su abuelo Antonio Aichel se había mudado desde Cadempin, Italia, a Praga en la década de 1630) y fue bautizado en la catedral de San Vito como Johann Blasius Aichel. Nació con una discapacidad física: parálisis de la mitad de su cuerpo. Esto le impidió hacer un seguimiento exitoso de la carrera de su padre. Solo cumplió su tiempo de aprendizaje (al igual que su hermano Franz), pero también estudió pintura con el pintor imperial y real Christian Schröder. 
Hacia 1696 comenzó a viajar (Holanda, Inglaterra, Italia y Viena) y a adquirir experiencia. Tras su viaje por Austria llegó a Roma, donde tuvo la posibilidad de conocer la obra de un arquitecto radical, Francesco Borromini. La influencia de Borromini es evidente en su predilección por las formas en estrella y el simbolismo complejo. Muchos de sus edificios son airosos y elegantes, sin embargo, sus contemporáneos lo consideraban un genio inconformista y ejerció poca influencia en las generaciones posteriores de arquitectos bohemios. Fue en Italia donde Santini incorporó a su nombre el nombre de su padre, Santini. En 1699 regresó a Praga.
En 1700 Santini comenzó a diseñar y construir de forma independiente, lo que le aseguró sus propios ingresos; luego se convirtió en miembro de un gremio de artesanos y en 1703 se instaló definitivamente en Praga como maestro de obras. Adquirió la ciudadanía de Praga en 1705 y fundó su propia empresa de construcción. Sus clientes fueron principalmente instituciones eclesiásticas y familias aristocráticas de Bohemia y Moravia, incluido el monasterio cisterciense de Zbraslav y su abad Wolfgang Lochner. 
Santini se casó con la hija de su entonces fallecido maestro Schröder (Veronica Elisabeth) en 1707. Tuvieron cuatro hijos, pero los tres murieron de tuberculosis a una edad temprana; la única hija que sobrevivió fue Anna Veronika (nacida en 1713). La esposa de Santini murió siete años después en 1720 y él se volvió a casar con una mujer noble de Bohemia meridional, Antonia Ignatia Chrapická de Mohliškovice (hermana del rector de la catedral de Praga, Zdenko Georg Chřepicky von Modlischowitz) por lo que Santini fue ennoblecido. De este matrimonio nacieron la hija Jana Ludmila y el hijo Jan Ignác Rochus.
Santini adquirió el estilo de Jean-Baptiste Mathey y después de su muerte también terminó varias obras suyas. En 1705, compró la casa Valkounský (n.º 211) en la calle Nerudova por 3000 monedas de oro en efectivo y la reconstruyó. Santini se convirtió en una persona conocida, pero lamentablemente murió a la edad de 46 años y, por lo tanto, algunas de sus obras quedaron inconclusas. Hay un monumento dedicado a su memoria en los establos del antiguo monasterio cisterciense de Saar an der Sazau.
El asteroide 37699 Santini-Aichl se nombra en su honor.

## Obras
(1711-1723)
 (1707-1710)

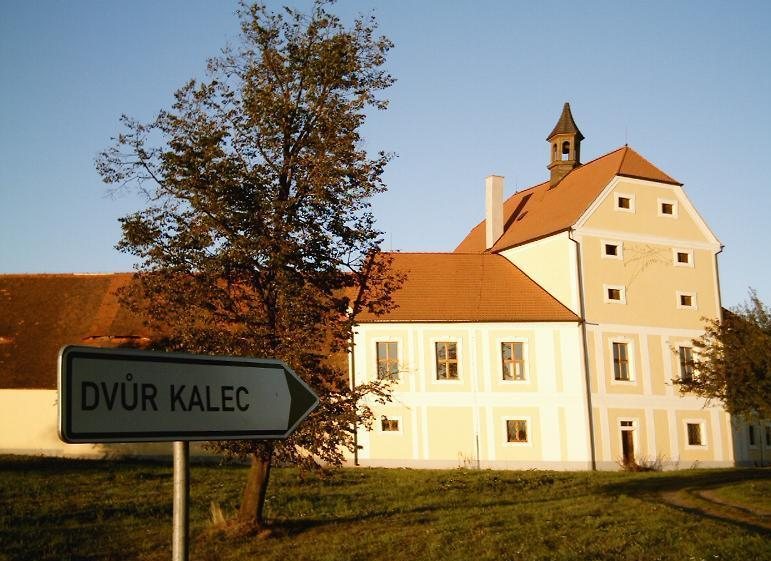
Vista de Kalec

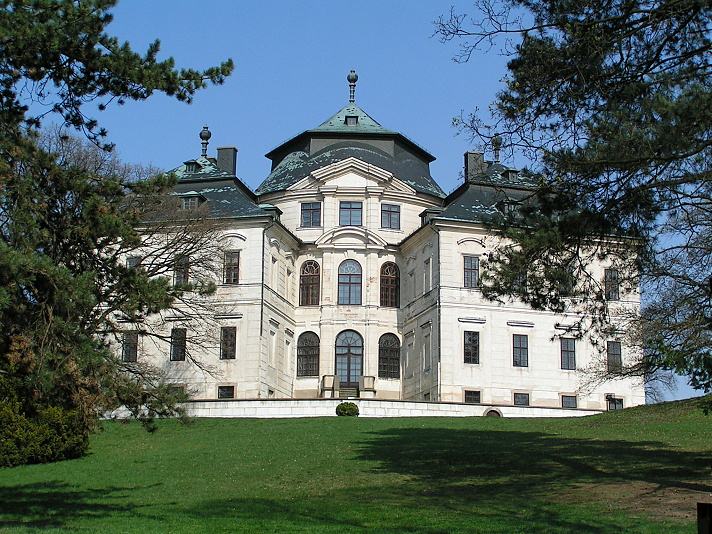
Castillo de Karlova Koruna en Chlumec nad Cidlinou (1721-1723)

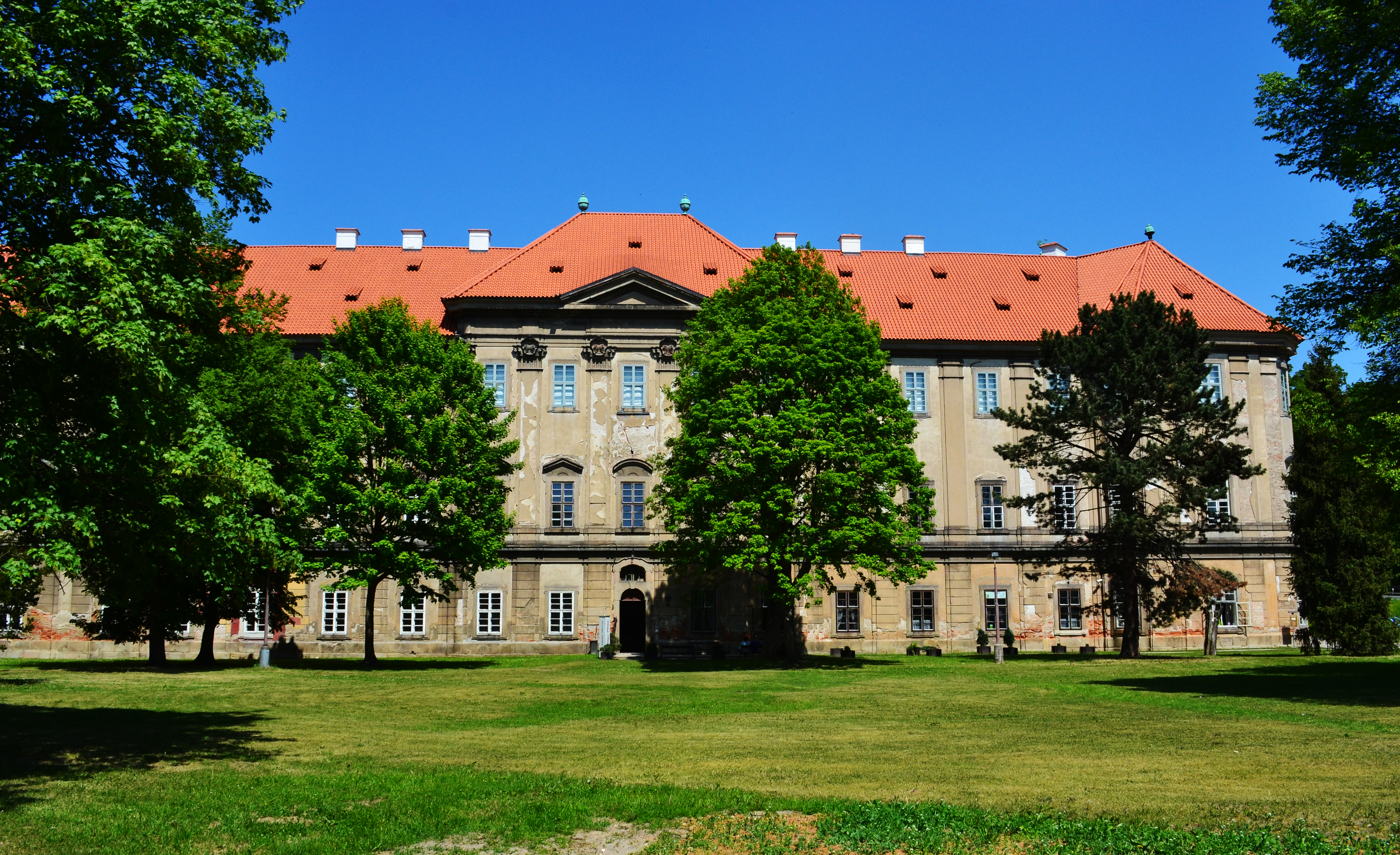
Entrada del edificio principal en Plasy

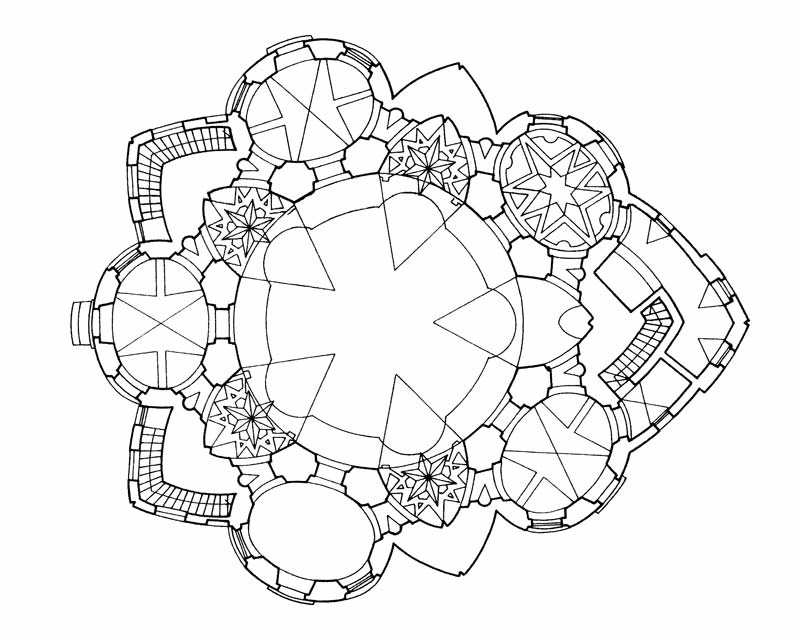
Planta de la iglesia de Zelená hora

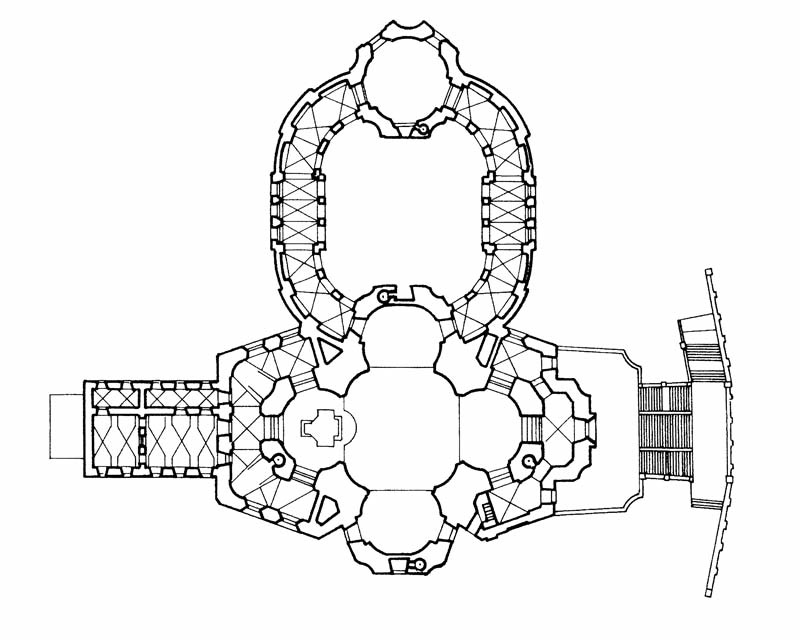
Iglesia de peregrinación del nombre de la Virgen María en Křtiny (1718)

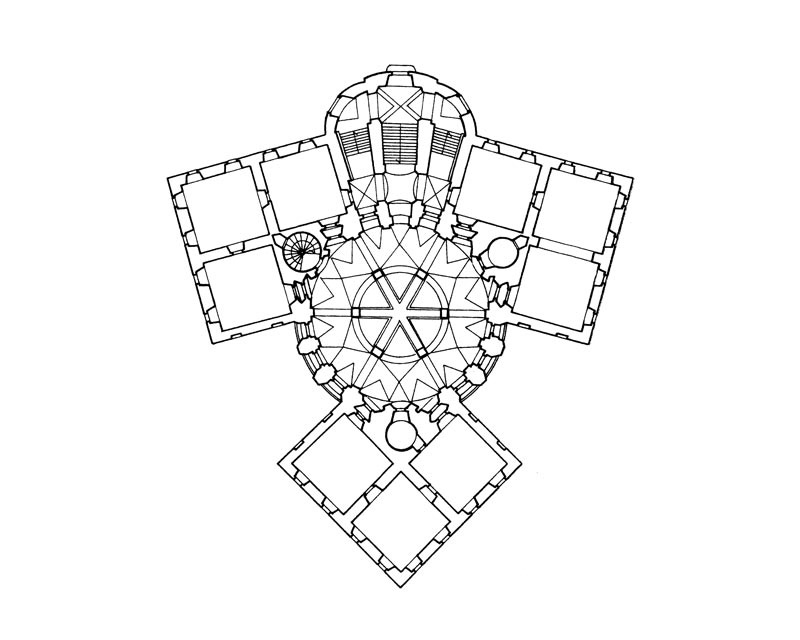
Planta del castillo de Karlova Koruna

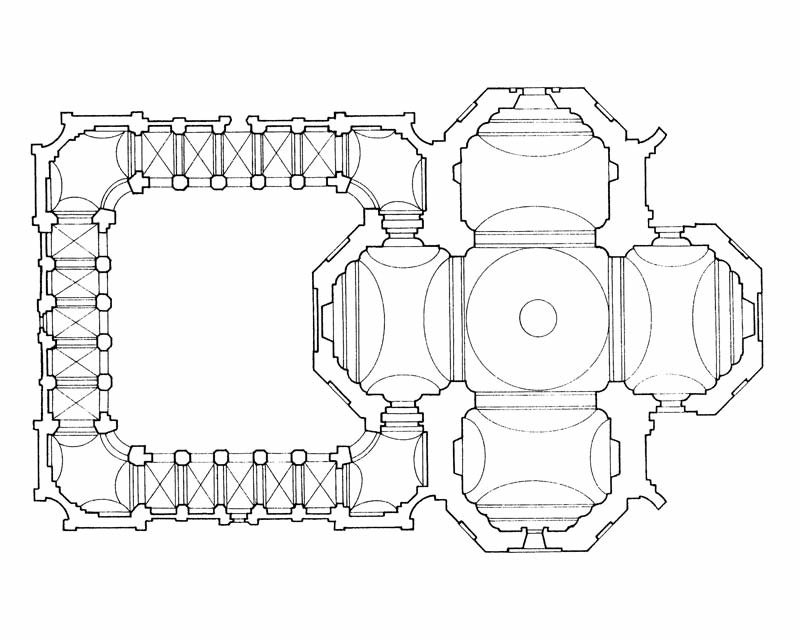
Iglesia de peregrinación de la Anunciación, plano, Mariánská Týnice

- 1703-1708: Iglesia de la Asunción de Nuestra Señora y San Juan Bautista en el monasterio Sedlec (reconstrucción, 1703–1708,  Patrimonio de la Humanidad  (incluido en el ámbito de «Kutná Hora: centro histórico de la ciudad,iglesia de Santa Bárbara y catedral de Nuestra Señora de Sedlec», n.º ref. 732)   (1995));
- 1705-1707: capilla de Santa Ana en Panenské Břežany;
- 1707-1710: Iglesia de peregrinación de la Anunciación de la Virgen María y Oficina del preboste cisterciense en Mariánská Týnice;
- 1711: Iglesia del monasterio de la Asunción de la Virgen María, San Wolfgang y San Benito en Kladruby);
- 1711-1723: Convento del monasterio cisterciense de Plasy (reconstrucción: transformación barroca del complejo del monasterio y planos para el edificio del convento; completado por Kilian Ignaz Dientzenhofer);
- 1714: Iglesia de los Santos Pedro y Pablo en Horní Bobrová;
- 1714-1720: Iglesia del monasterio de la Natividad de la Virgen María en Želiv (reconstrucción);
- 1718: Iglesia de peregrinación del nombre de la Virgen María en Křtiny;
- 1719-1727: Iglesia de peregrinación de San Juan Nepomuceno en Žďár nad Sázavou (Patrimonio de la Humanidad);
- 1721: Iglesia Provost de San Pedro y San Pablo en Rajhrad;
- 1721-1723: château Karlova Koruna en Chlumec nad Cidlinou (junto con Franz Maximilian Kaňka);
- Iglesia de San Wenceslao en  Zvole (reconstrucción)
- Iglesia de la Visitación de la Virgen María en Obyčtov;
- Iglesia de la Asunción de la Virgen María en Netín;
- Arquitecto inicial para la reconstrucción del castillo de Zbraslav (completado por Franz Maximilian Kaňka);
- Reconstrucción de la casa Valkounsky (n.º 211-III) en Praga - Malá Strana (después de 1705);
- Diseños y construcción del château de Kalec.

También realizó otros trabajos, en que modificó o reestructuró edificios anteriores:  
En Praga:
- Morzin-Palais (obra de Bartolomeo Scotti y Giovanni Battista Alliprandi, hoy Ministerio de Relaciones Exteriores), remodelación en estilo barroco tardío;
- Palacio nostico (Nostický palác);
- Palacio de Schönborn (Schönbornský palác);
- Palacio de Thun Hohenstein;
- Iglesia de San Galo (Kostel svatého Havla, obra de Matthias de Arras): fachada de entrada ;
- Iglesia de la Asunción de María y Carlomagno en el Monasterio de los Canónigos Agustinos de Praga-Karlshof: Interior barroco y Escalera Santa (1708);

En otros lugares:
- Bad Bielohrad: conversión del fuerte en palacio barroco;
- Humpolec: reconstrucción barroca de la iglesia del decanato de San Nicolás;
- Castillo de Jaroměřice: Iglesia de la erección de la cruz;
- Königgrätz: antiguo colegio de los jesuitas (junto con Paul Ignaz Bayer); trasera de la residencia episcopal;
- Kopidlno: Iglesia de San Jacob;
- Abadía de Rajhrad: complejo del monasterio;
- Radešín, reconstrucción del castillo, 1706-1710;.
- Saar an der Sazau: desde 1706 renovación de la iglesia del monasterio de la Asunción de María;
- Monasterio de Seelau: después de 1712, la iglesia del monasterio del Nacimiento de la Virgen María y los edificios del monasterio eran barrocos;
- Střílky, Okres Kroměříž: capilla del cementerio.

### Galería de imágenes

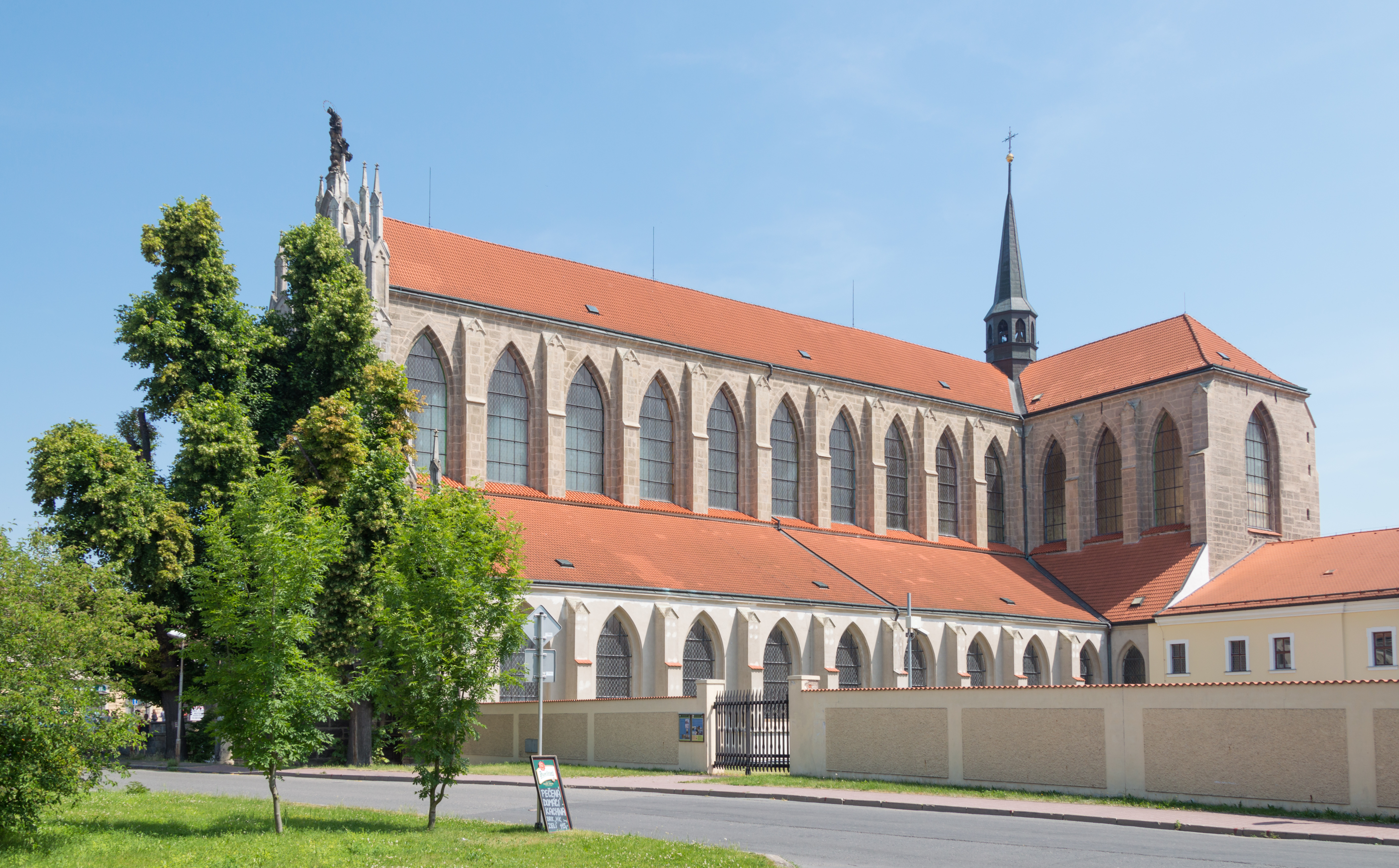
Iglesia de la Asunción de Nuestra Señora y San Juan el Bautista en Sedlec, cerca de Kutná Hora (1703-1710) (monumento de la UNESCO)
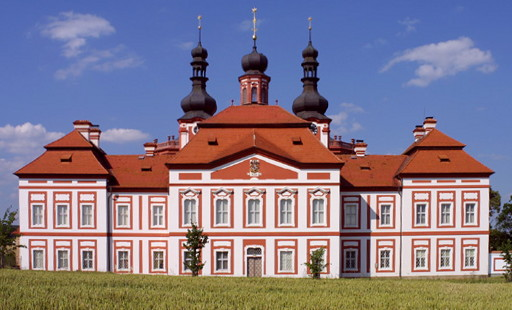
Iglesia de peregrinación de la Anunciación de la Virgen María y Provost Cisterciense en Mariánská Týnice (1707-1710)
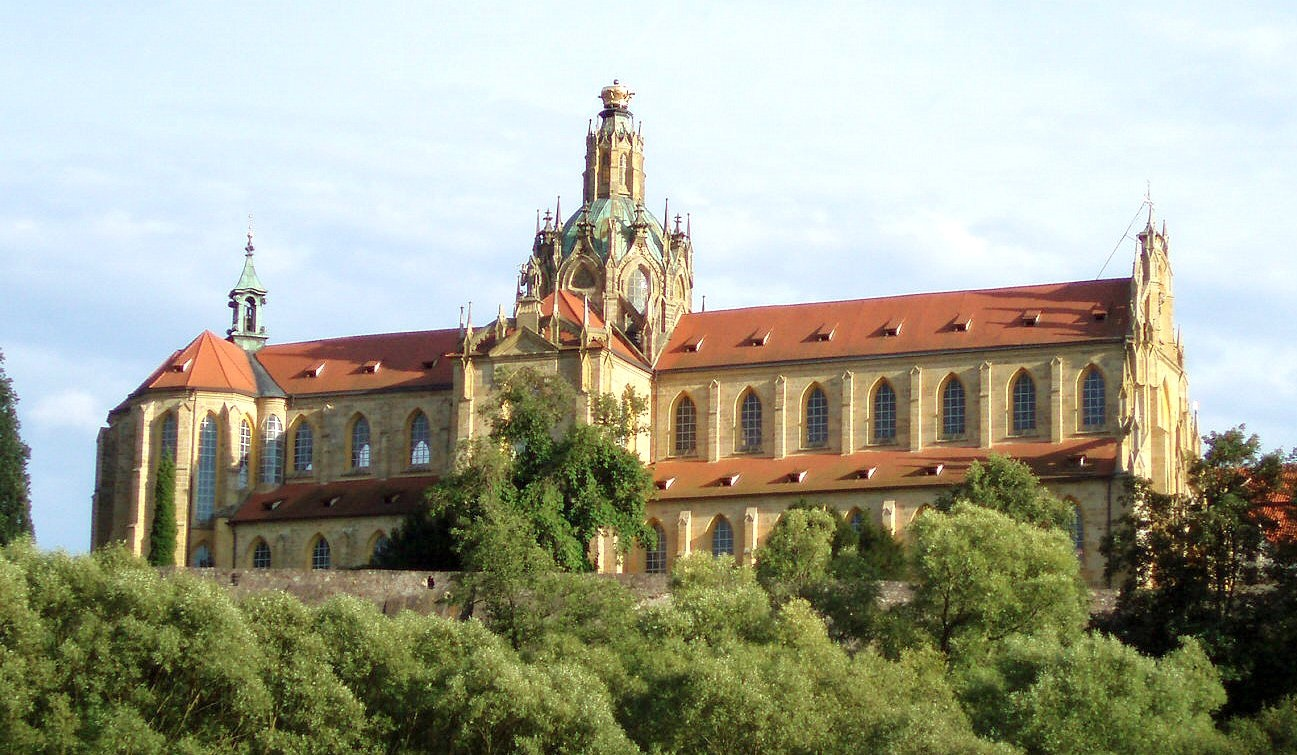
Iglesia del monasterio de la Asunción de la Virgen María, San Wolfgang y San Benito en Kladruby (1711)
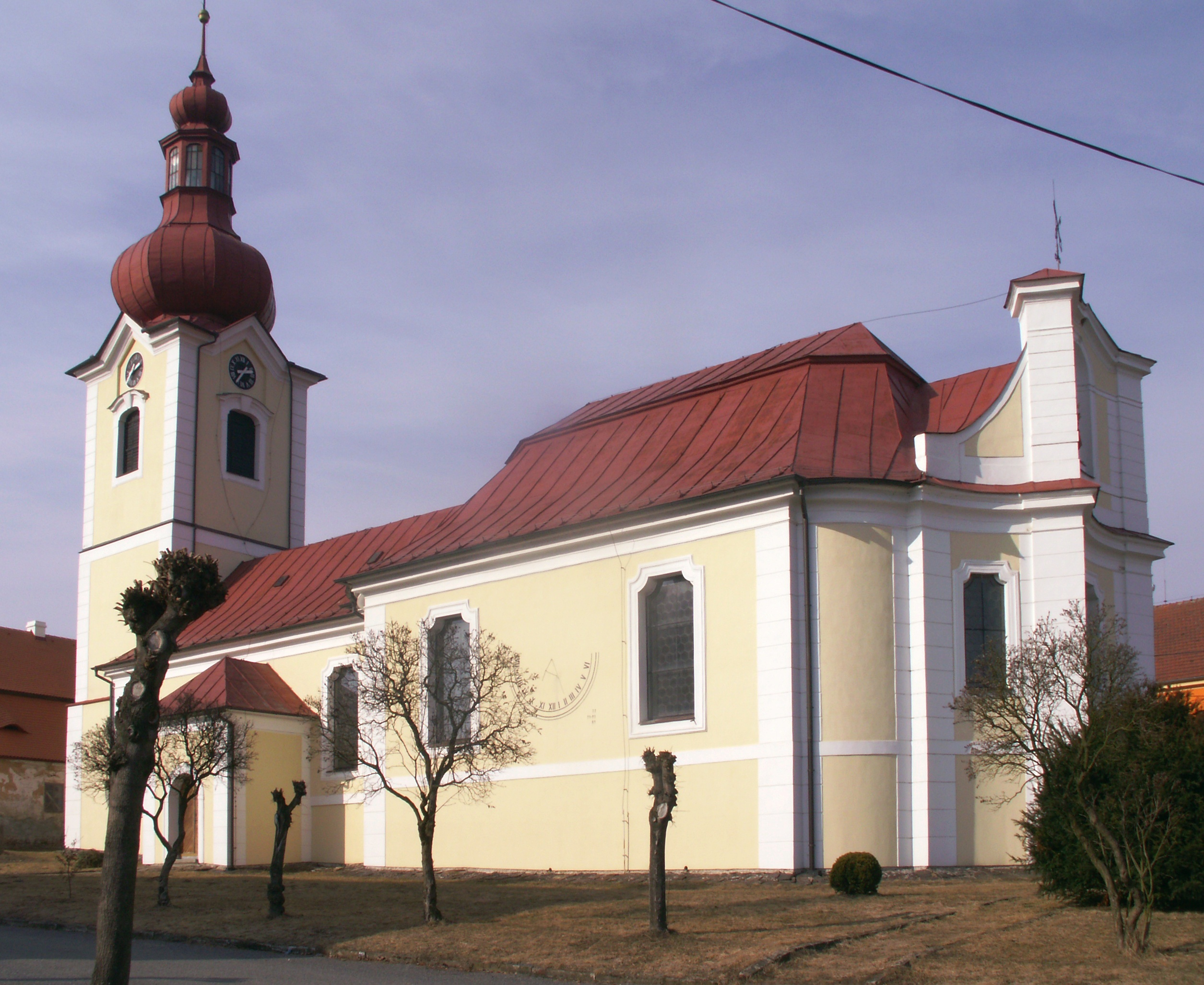
Iglesia de St. Peter y Paul en Bobrová (1714)
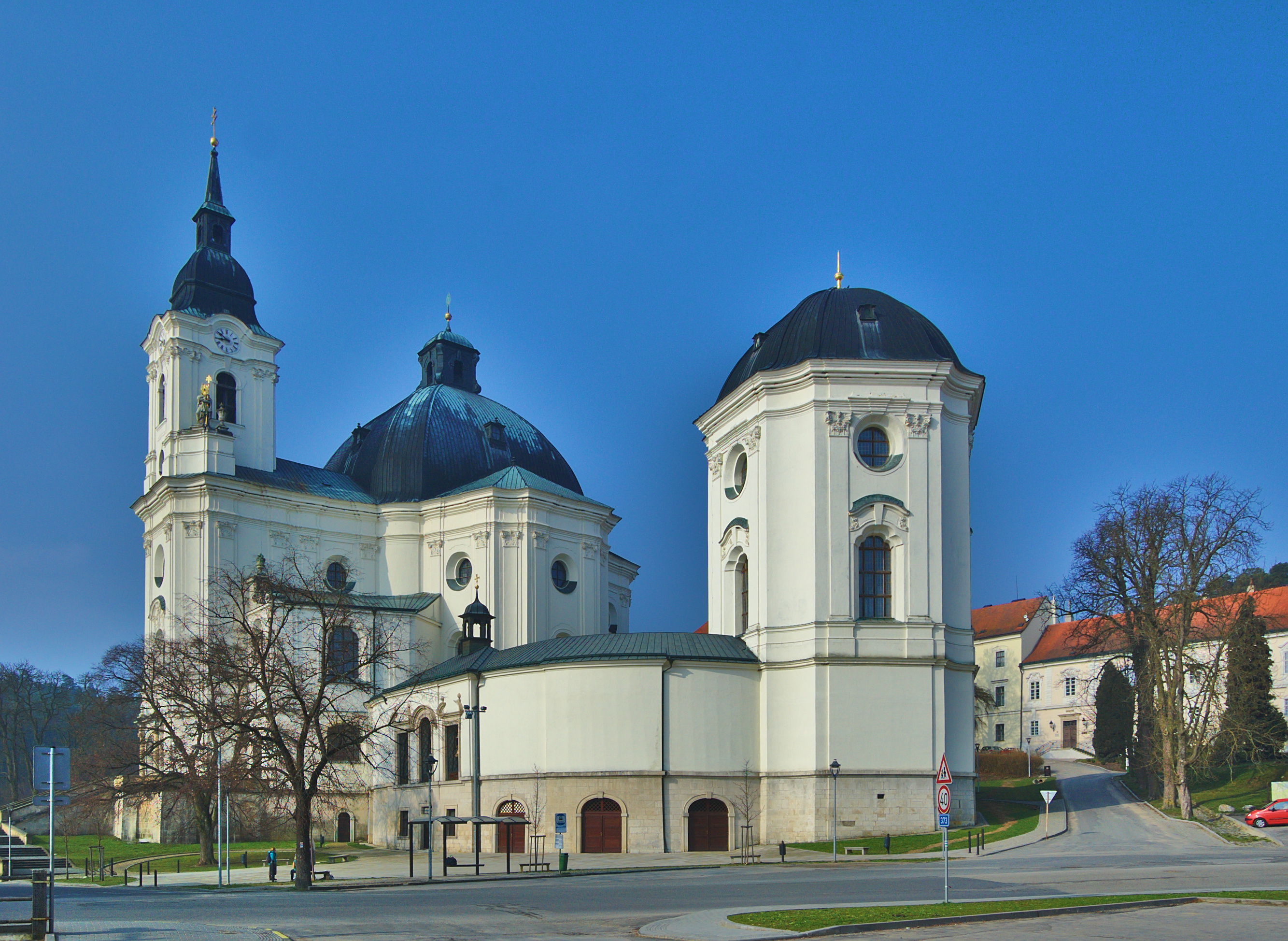
Iglesia de peregrinación del nombre de la Virgen María en Křtiny (1718)
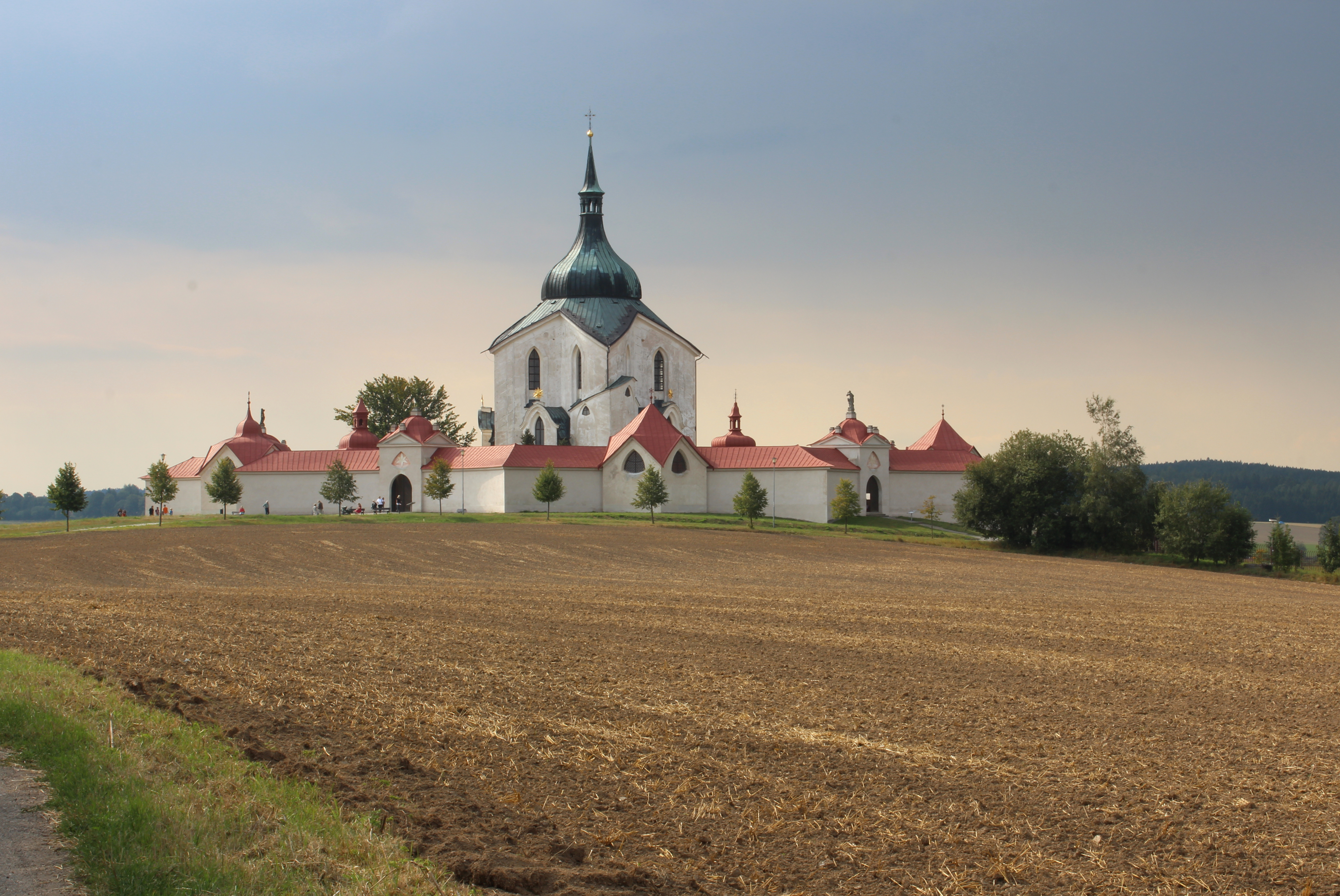
Iglesia de peregrinación de San Juan Nepomuceno en Žďár nad Sázavou (1719-1727) (Patrimonio de la Humanidad)
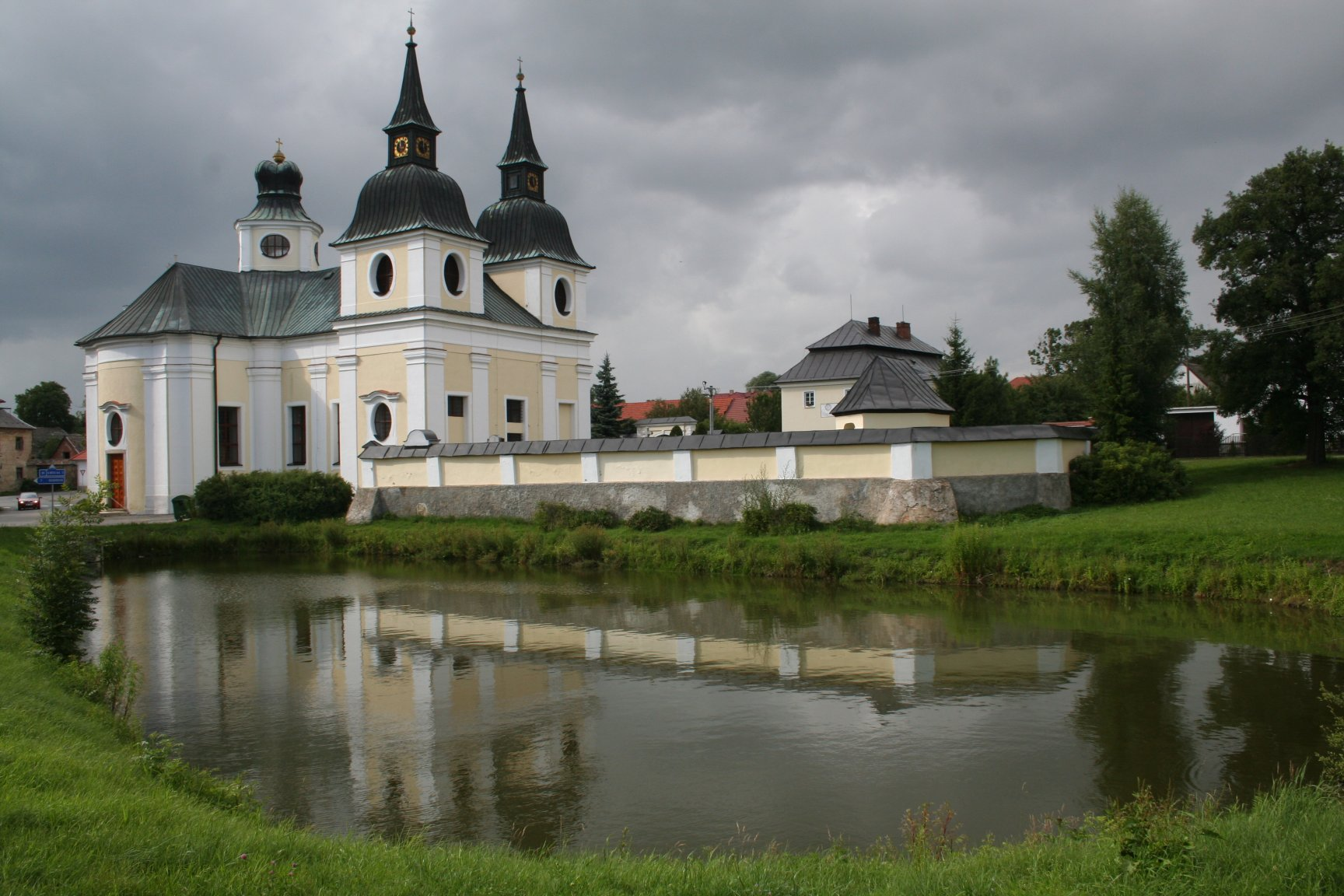
Iglesia de San Wenceslao en Zvole

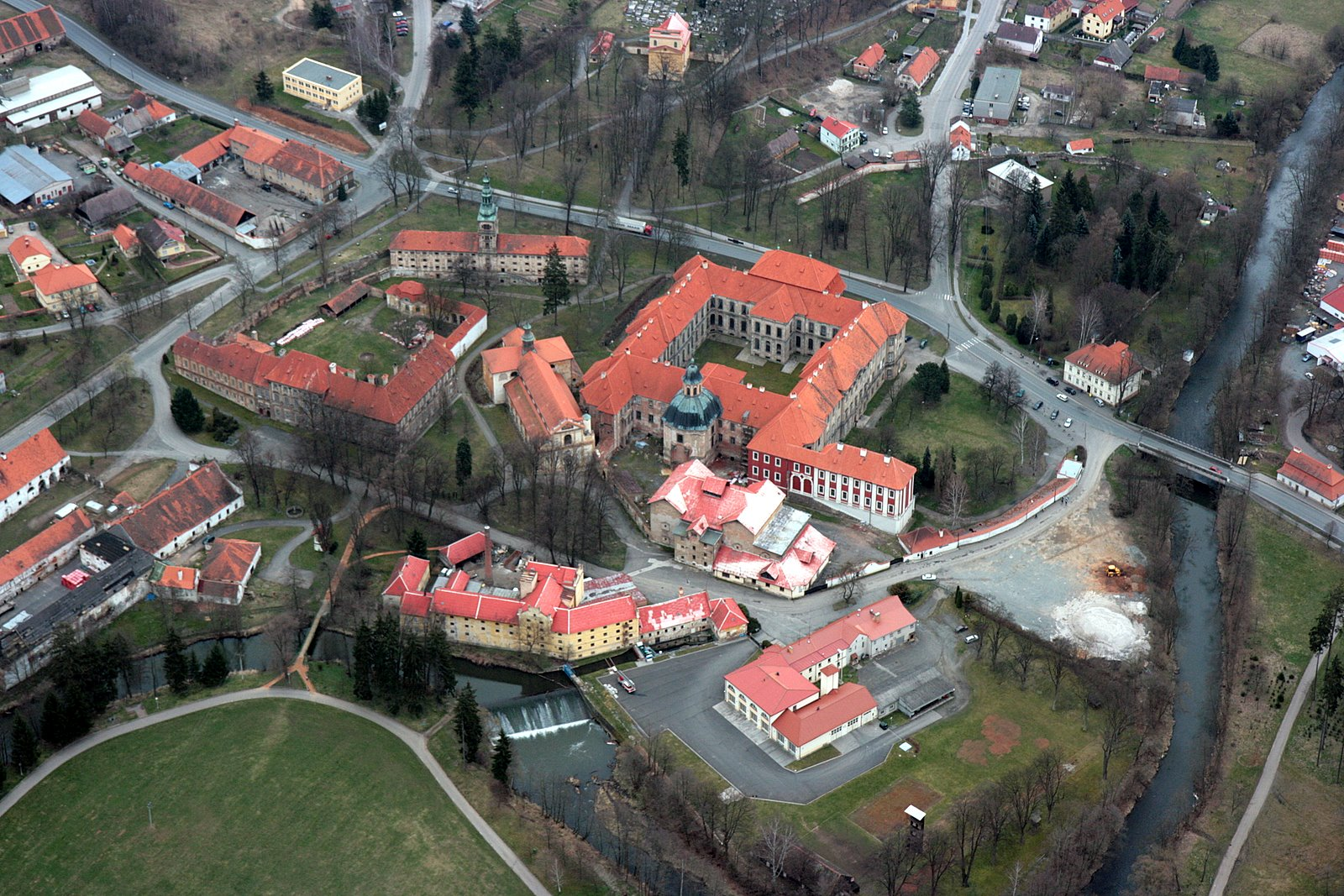
Convento del monasterio cisterciense en el complejo Plasy (1711-1723)
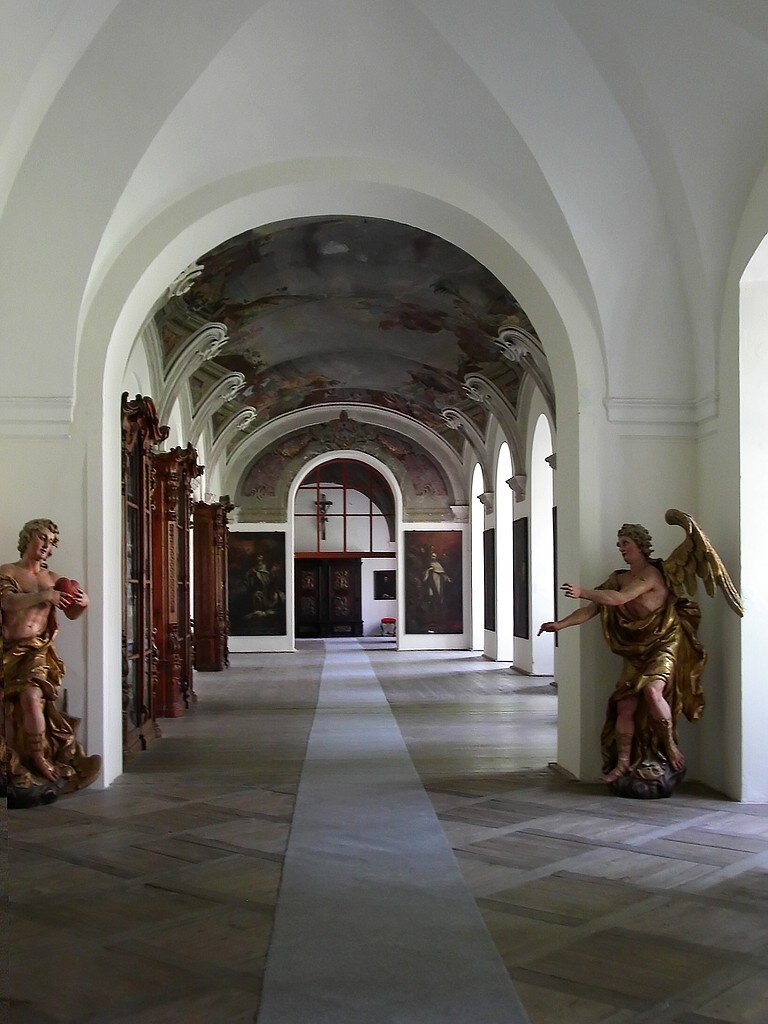
Interior del convento del monasterio de Plasy (1711-1723)
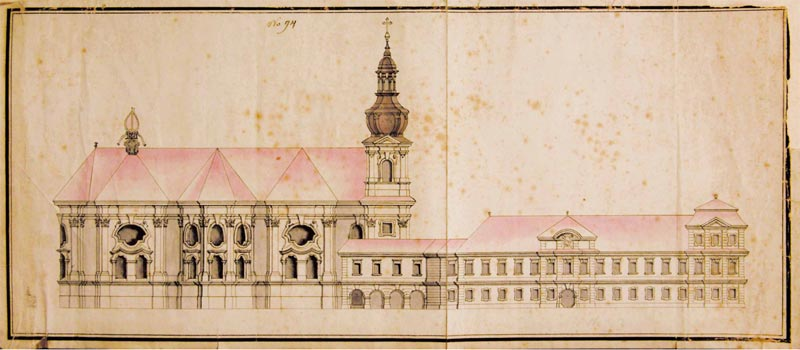
Dibujo original del siglo XVIII de la iglesia preboste de San Pedro y san Pablo en Rajhrad por Santini
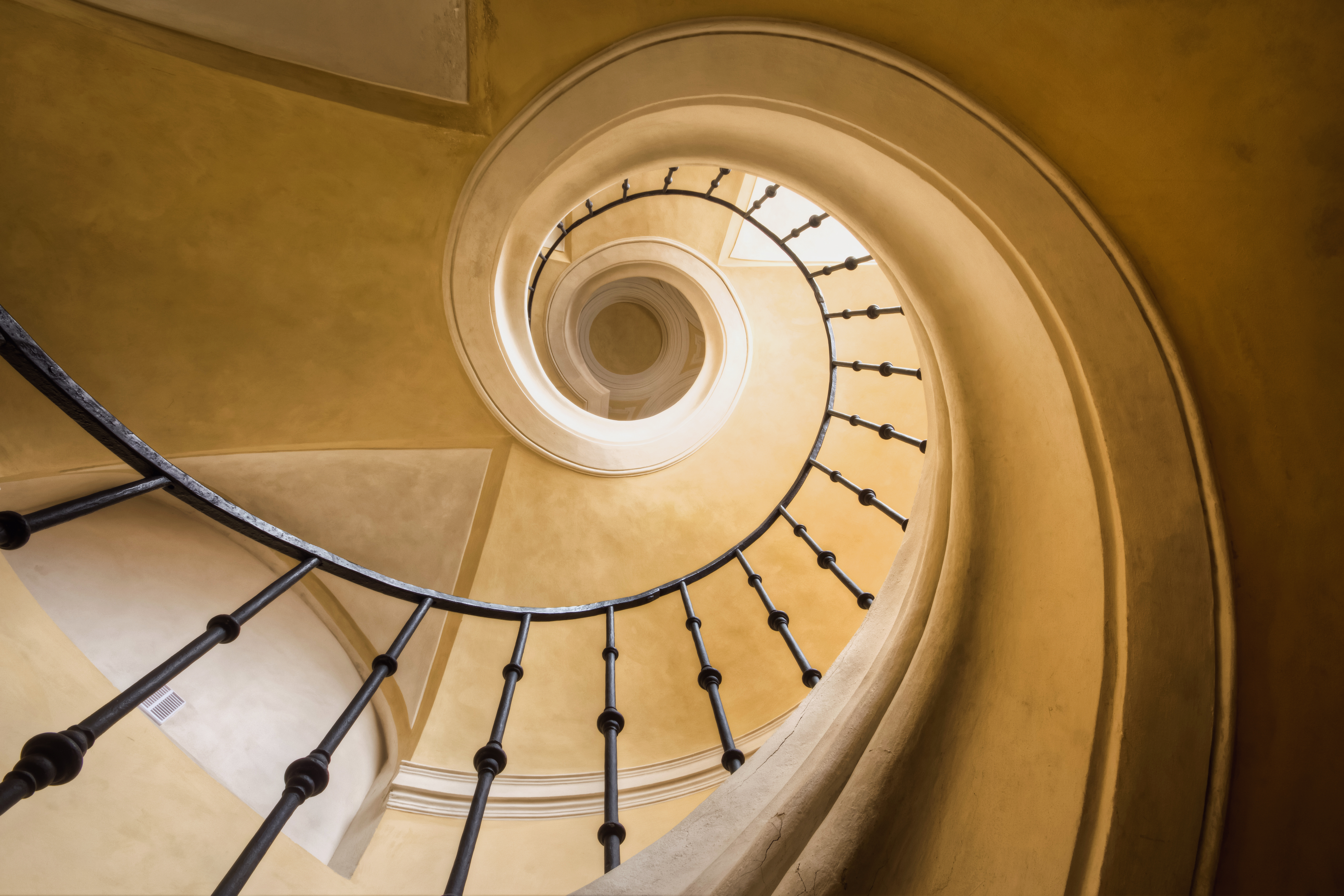
Escaleras de la Iglesia de la Asunción de Nuestra Señora y San Juan Bautista, Sedlec
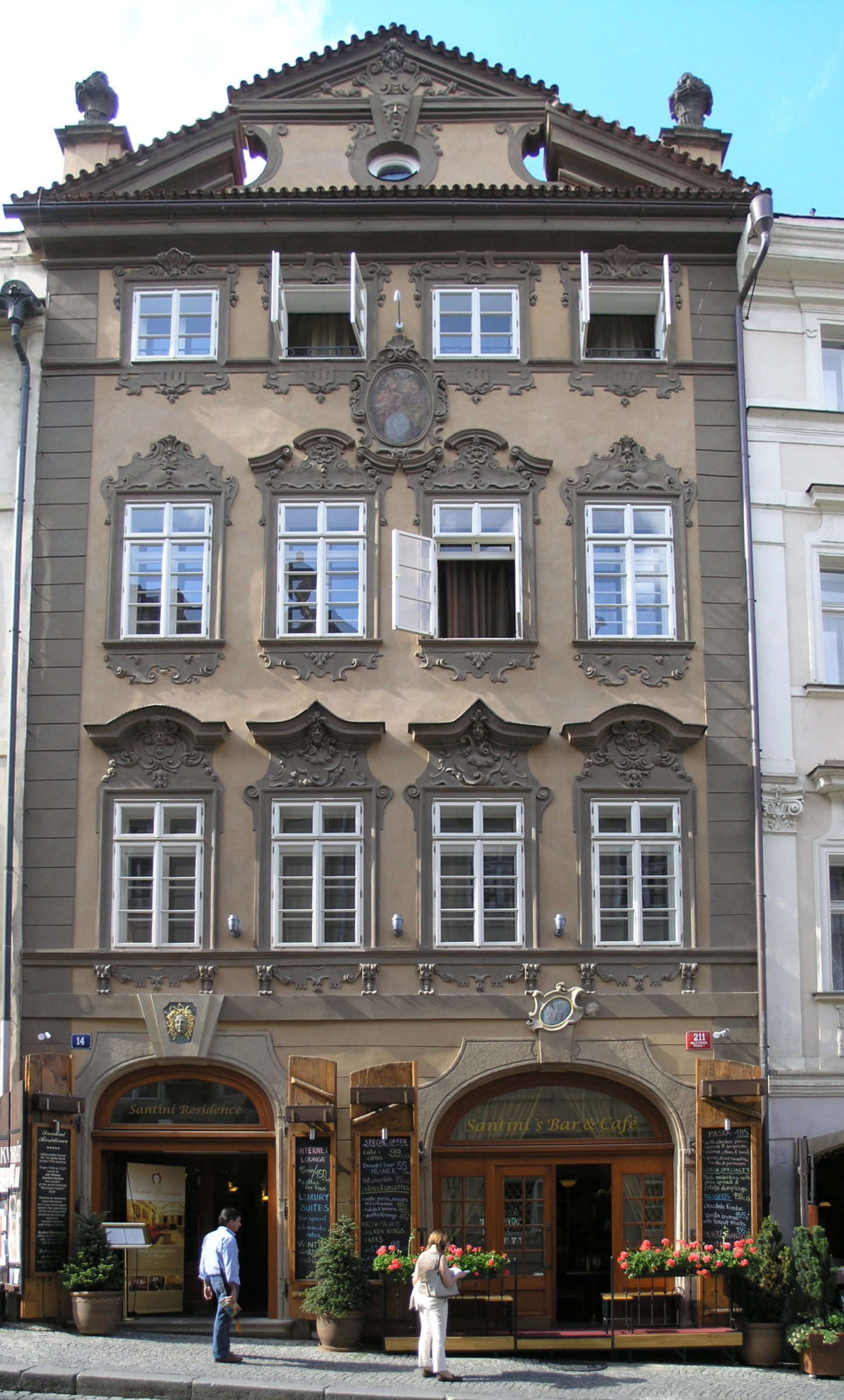
Casa Valkounsky

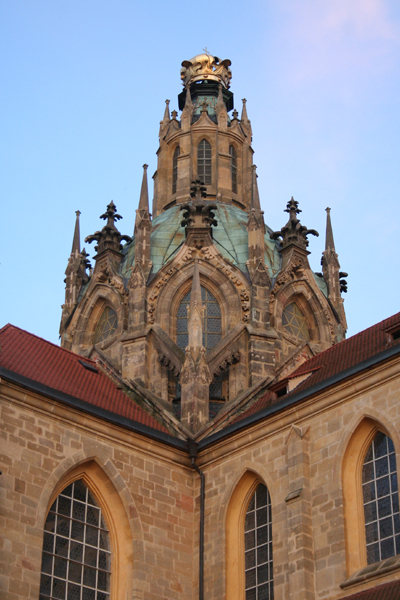
Cúpula de la iglesia del monasterio de Kladruby
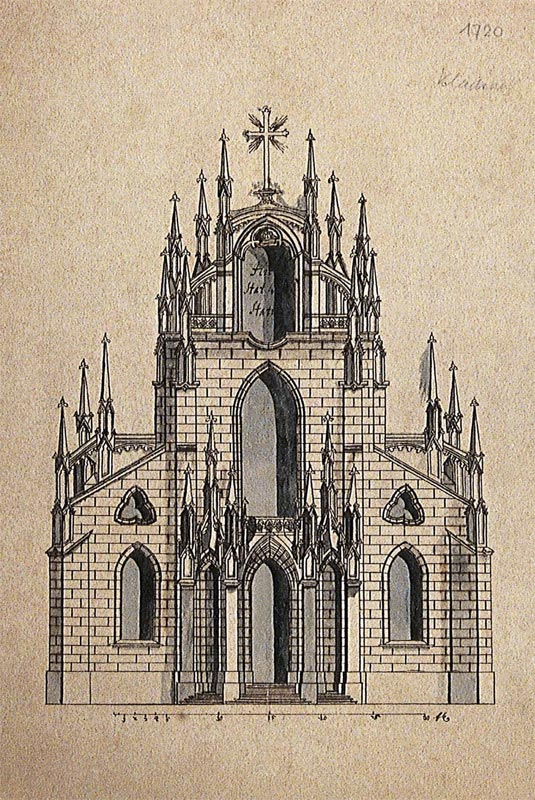
Kladruby - Fachada gótica kostel Nanebevzetí Panny Marie v Kladrubech
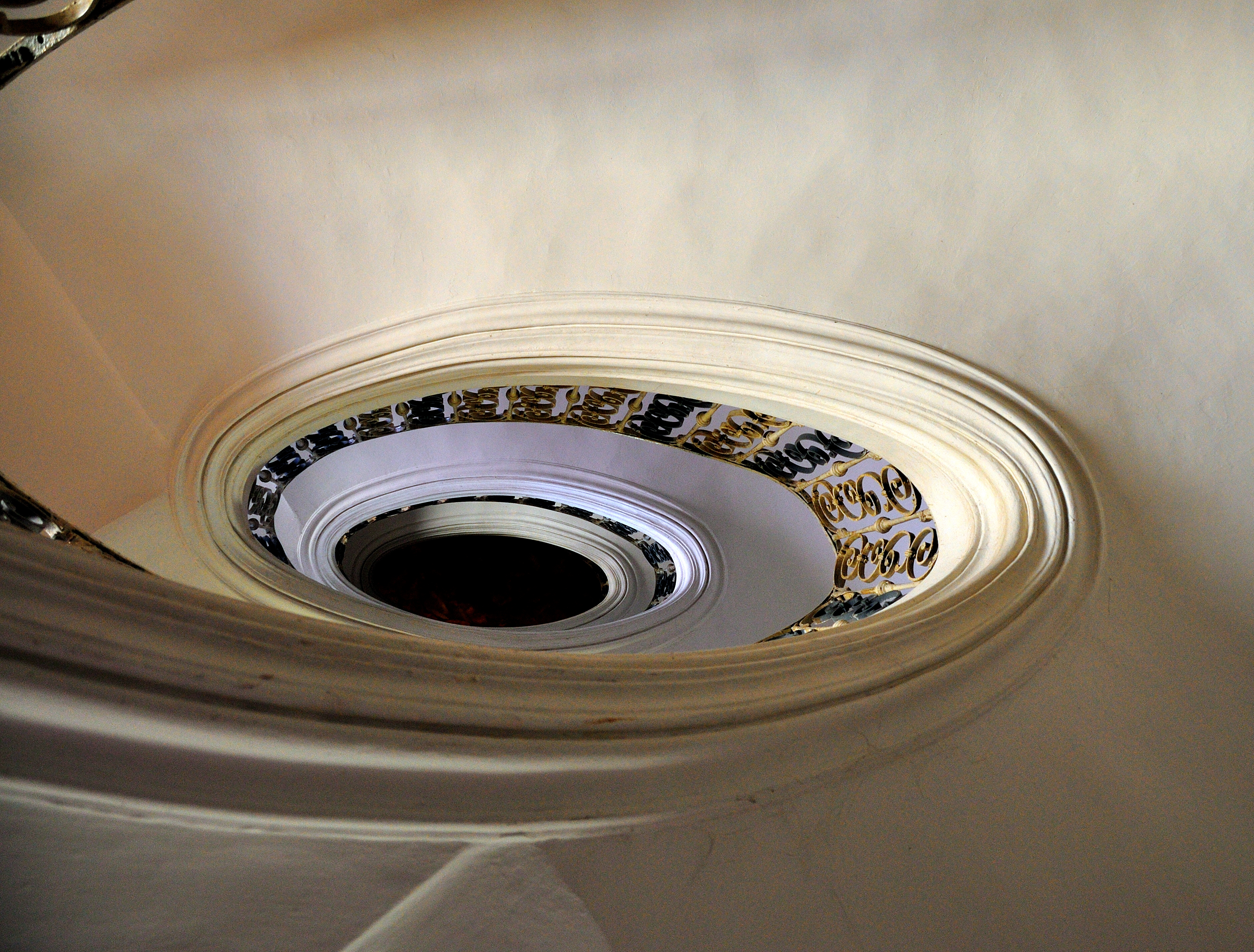
Escalera autoportante en el  monasterio de Plasy (1711-1723)
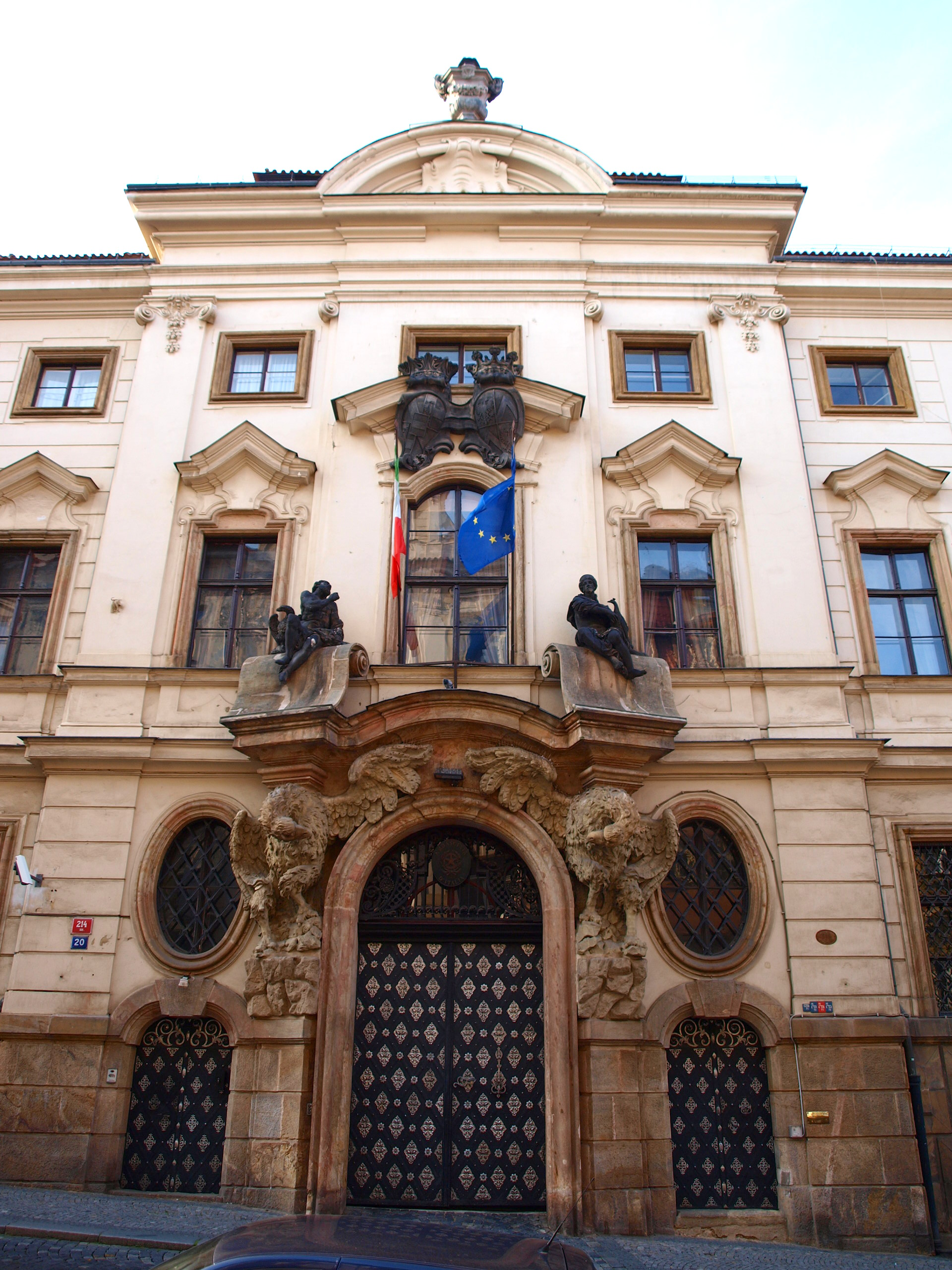
Palacio de Kolovrat en Malá Strana